# Mont Pelat
De Mont Pelat is een berg in het Franse departement Alpes-de-Haute-Provence. De berg maakt deel uit van de Maritieme Alpen en maakt deel uit van de bergketen tussen het dal van de Verdon in het westen, het dal van de Var in het oosten en de Bachelard-vallei in het noorden. De 3.050 meter hoge berg is naamgever van het Pelatmassief.
De top bevindt zich in het centrale deel van het nationaal park Mercantour en staat bekend als een van de gemakkelijkste te beklimmen bergtoppen van deze hoogte. De top biedt uitzicht over het gletsjermeer Lac d'Allos bij Allos, het grootste bergmeer van Europa, dat op 2.227 m boven zeeniveau ligt. Te zien zijn verder de Montagne Sainte-Victoire in het zuiden en de Mont Blanc in het noorden. 
De normale toegangsroute loopt door de vallei van Pelat, gelegen ten zuidoosten van de top. Deze is toegankelijk vanaf het meer van Allos en vanaf de Col de la Cayolle. 